# Schloss Büchsenhausen

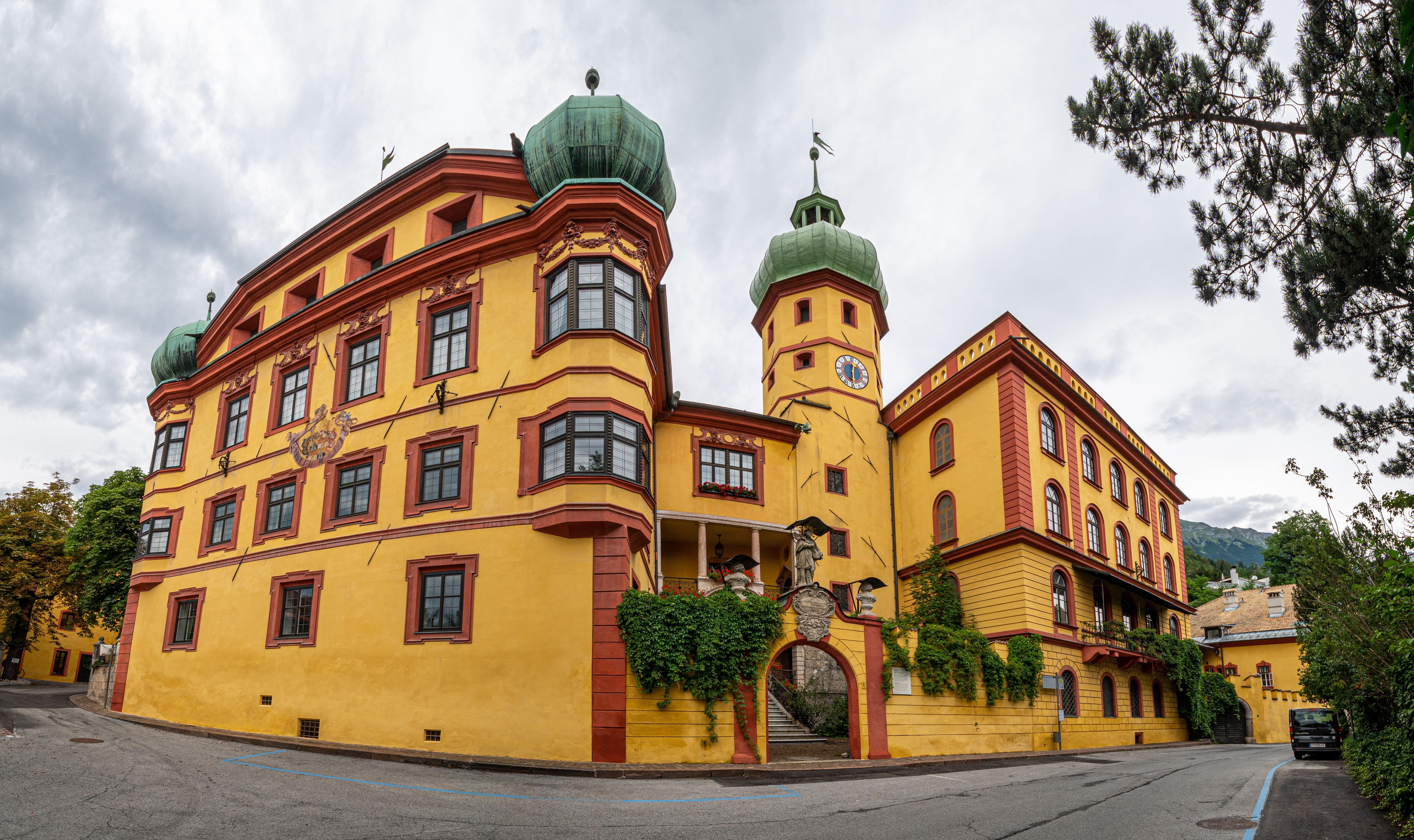
Schloss Büchsenhausen (2019)

Schloss Büchsenhausen ist ein Ansitz im Innsbrucker Stadtteil Hötting am Weg von St. Nikolaus zur Weiherburg. Die ursprünglich im Besitz der Gießerfamilie Löffler befindliche Anlage geht im Kern auf das 16. Jahrhundert zurück und steht heute unter Denkmalschutz.

## Geschichte

### Entstehungs- und Baugeschichte

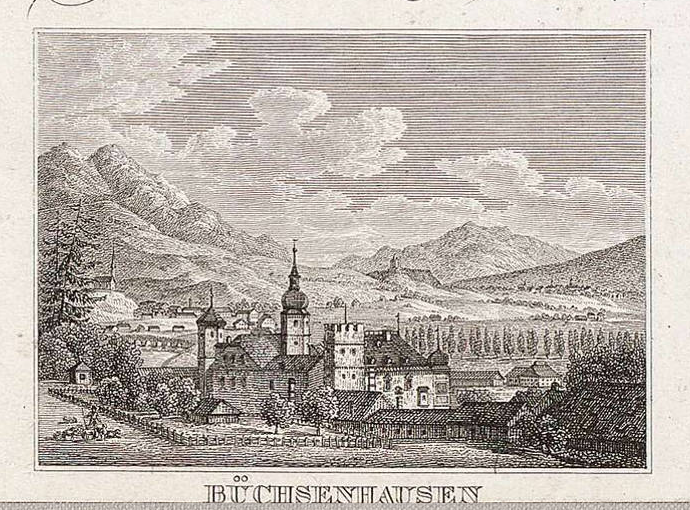
Büchsenhausen um 1840

Im Jahr 1503 übernahm Peter Löffler eine Gusshütte am Gänsbichl in Hötting, wo er Glocken, „Büchsen“ (Kanonen) und die erste Statue für das Grabmal Kaiser Maximilians in der Innsbrucker Hofkirche goss. 1522 übernahm sein Sohn Gregor die Gusshütte  und ließ 1539 daneben vom Baumeister Gregor Türing einen Ansitz errichten. 1605 kaufte Erzherzog Maximilian III. das Gusshaus und den Ansitz und verpachtete beides dem Büchsengießer Heinrich Reinhart, der u. a. die Figuren seines Grabmals im heutigen Innsbrucker Dom und die Bronzestatuen für den Leopoldsbrunnen goss. Noch zu Reinharts Lebzeiten wurden die Gusshütte, die bis 1854 in Betrieb war, und der Ansitz besitzmäßig getrennt.
Schloss Büchsenhausen wechselte mehrmals den Besitzer, 1641 wurde es von Wilhelm Biener erworben, der einen neuen Gebäudeteil im Osten und einen Verbindungstrakt bauen ließ. Das alte Wohngebäude ließ er zu Repräsentationszwecken aufwändig ausstatten, es enthielt eine große Bibliothek, eine wertvolle Gemäldesammlung, eine umfassende Sammlung von Landkarten und geographischen Stichen sowie eine Sammlung von Musikinstrumenten. Biener gründete außerdem eine Bierbrauerei, wofür er ein Bräuhaus, eine Malzdörre und einen großen gewölbten Keller errichten ließ.
Von 1686 bis 1833 war der Ansitz im Besitz der Ritter von Lama. Er wurde nach Plänen von Johann Martin Gumpp dem Älteren erweitert und barockisiert, 1688 entstand ein neues Portal zum kleinen Hof zwischen West- und Osttrakt, um 1700 wurde der Uhrturm erbaut. 1698 weihte der Brixner Bischof Johann Franz Khuen von Belasi die neue Kapelle im Ostteil.

Schwimmbad Büchsenhausen um 1900

Nach Aussterben der Familie de Lama 1833 kam der Ansitz in den Besitz von Johann Nepomuk Mahl-Schedl, der ihn teilweise im neugotischen Stil umbauen ließ. Er richtete eine „Kaffeeschank“ ein und eröffnete 1852 auf Büchsenhausen die erste Schwimm- und Badeanstalt Tirols. Dafür wurde ein im 18. Jahrhundert angelegter Karpfenteich adaptiert. Das Freibad war bis 1963 in Betrieb. Unter Mahl-Schedl wurde das Schloss zum wöchentlichen Treffpunkt einer Gruppe literaturbegeisterter junger Menschen, die sich „Nibelungen“ nannten. 1865 verkaufte er Büchsenhausen an Robert Nißl und wanderte mit einer Gruppe von Innsbruckern nach Pozuzo in Peru aus. 
Von 1887 bis 1889 wurde das Schloss nach Plänen von Max Haas umfassend renoviert und eine Freitreppe mit Loggien errichtet. 1913 wurden im Osten zwei weitere Gebäude angebaut.

### Heutige Nutzung
Um 1990 war das Schloss als Sitz für das Alpenvereinsmuseum bzw. ein „Haus der Alpen“ im Gespräch.
1993 wurde in den östlichen Anbauten des Schlosses das Künstlerhaus Büchsenhausen der Tiroler Künstlerschaft eingerichtet, das seither sowohl als Ausstellungs- und Präsentationsort, aber auch als Arbeitsstätte mit Ateliers für Bildhauer und Maler dient.

## Beschreibung

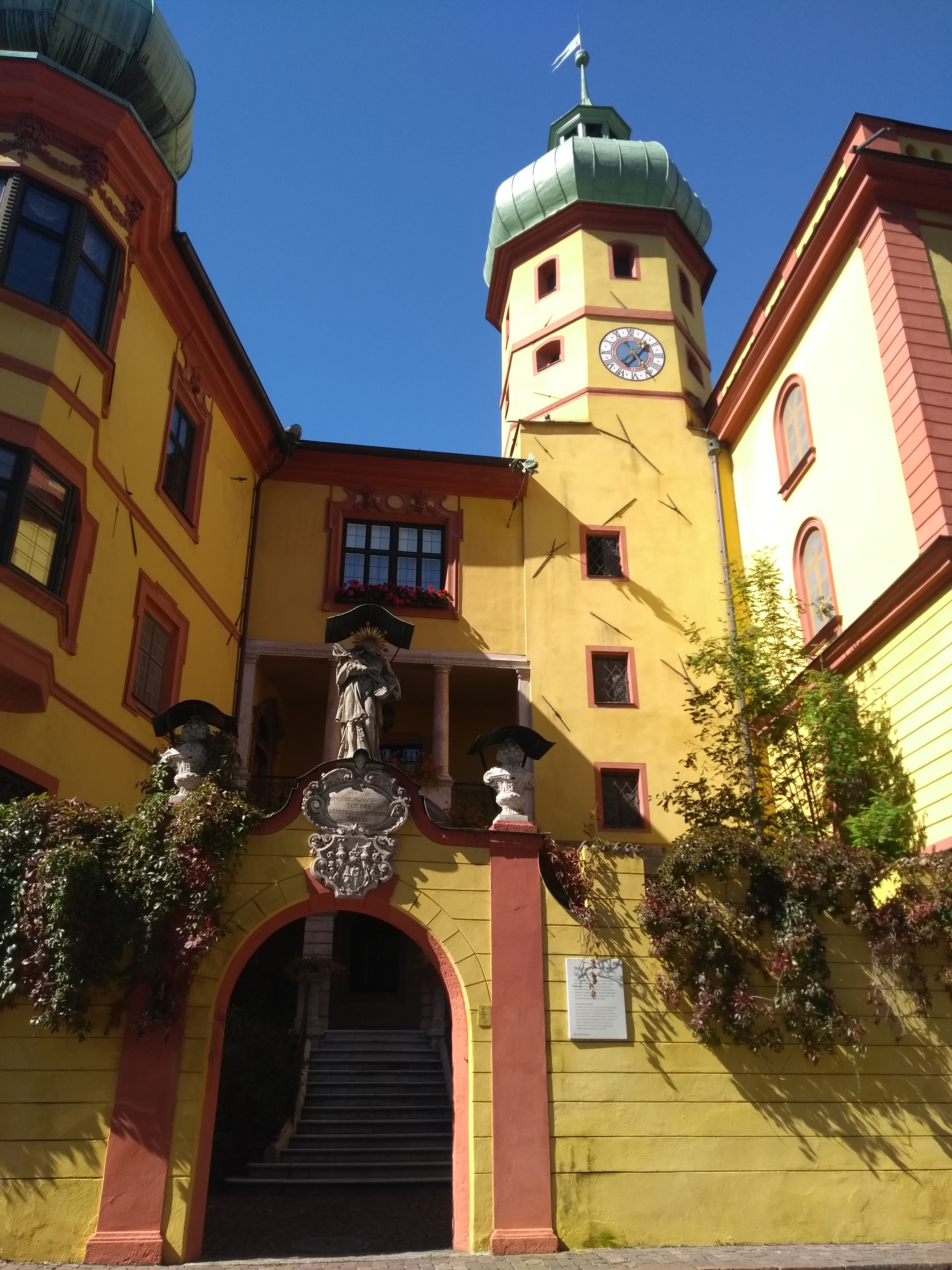
Portal und Uhrturm

Der Komplex besteht aus zwei Hauptgebäuden und mehreren Nebengebäuden. Beim mehrmals umgebauten westlichen Trakt handelt es sich im Kern um den 1539 von Gregor Türing errichteten Bau in der typischen Form eines zeitgenössischen Tiroler Ansitzes. West- und Osttrakt sind durch einen schmalen Verbindungsbau verbunden, vor dem ein kleiner Hof frei bleibt. Zur Straßenseite wird dieser durch eine Mauer mit Zinnen begrenzt. Den Zugang von außen zum Hof bildet das 1688 geschaffene Portal, das mit zwei Barockvasen, einer Sandsteinstatue des hl. Johannes Nepomuk und der Wappenkartusche der Familie de Lama geschmückt ist.
In der Ecke des Innenhofes zum Osttrakt erhebt sich der um 1700 errichtete Uhrturm mit Zwiebelhelm und Laterne. An der straßenseitigen Fassade des Westtraktes befinden sich Erker, die als achteckige Türmchen weitergeführt und mit Hauben gedeckt sind. Der Osttrakt ist an der Ostseite mit zwei traufseitig aneinander gebauten, 1913 errichteten Gebäuden verbunden.
Die 1698 geweihte Schlosskapelle im Ostteil beherbergt zahlreiche Reliquien, Paramente und Kunstwerke, darunter Bilder von Philipp Haller und Kaspar Waldmann. Das Altarblatt von Martin Knoller zeigt den hl. Nepomuk, der vor der Heiligen Familie kniet, sowie den jungen Johannes den Täufer. Die Stuckaturen wurden von Anton Gigl geschaffen.